# Colitis isquémica
La colitis isquémica es una enfermedad del aparato digestivo que afecta al colon y se produce porque esa porción del intestino recibe de forma transitoria un aporte de sangre insuficiente (isquemia). Se manifiesta con gravedad variable, dependiendo del calibre del vaso sanguíneo afectado, en las formas más graves provoca necrosis del colon con perforación del órgano y peritonitis secundaria que puede ser mortal, sin embargo a veces ocasiona molestias tan leves que el paciente no llega siquiera a consultar con el médico. Se estima que se producen entre 4,5 y 44 casos por 100 000 habitantes y año, siendo más frecuente en mayores de 65 años.

## Síntomas
Los síntomas iniciales dependen de la severidad de la isquemia. Lo más habitual es que comience con dolor abdominal y hemorragia rectal. En un estudio de 73 casos, los hallazgos más frecuentes fueron:
- Dolor abdominal (78%).
- Hemorragia digestiva baja o rectorragia (62%).
- Diarrea (38%).
- Fiebre mayor de 38 °C (34%).

## Tratamiento
La mayor parte de los pacientes solo precisan tratamiento conservador, con administración de fluidos intravenosos para evitar la deshidratación, dieta absoluta, colocación de sonda nasogástrica y administración de antibióticos. Los casos graves precisan cirugía, generalmente laparotomía con resección de un sector del intestino.